# 誰是「香港人」？香港小人物誌
《誰是「香港人」？香港小人物誌》由香港理工大學香港專上學院師生主編，中學通識科老師參與編輯，慈善機構「龍耳」負責排版及封面設計。該書加入兩篇有關聾人及弱聽人士的文章，希望喚醒社會人士對弱勢社群的關懷。
此書是義賣的，收益將撥給龍耳發展基金作慈善用途。

## 内容
對不同生活形態的展示、對城市化發展與抗爭的思考、邊緣人物的關注還是性/別政治的叩問，一方面是今天學生願意關注和思考的事情的一個寫照，另方面說明了老師們紮根於基層利益與正義的香港意識與實踐軌跡。

## 目錄
第一部份︰生活博物館
| 標題                               | 作者   |
| 導讀                               | 唐淵賓 |
| 徒置區長大的「六十後」             | 許心儀 |
| 新移民 = 新機遇？                  | 梁錦健 |
| 天主教 － 一個蜑家女孩的登岸跳板   | 羅啔然 |
| 破舊立新 － 兩位新進粵劇伶人的哀鳴 | 麥若瑤 |
| 「我係……差人！」                   | 黃晞嵐 |
| 爺爺在花布街的日子                 | 葉尚敏 |

第二部份︰發展背後
| 標題                               | 作者           |
| 導讀                               | 陳家寶         |
| 半生小販綠 － 養活一家幾代人       | 何兆廷         |
| 「路霸」的價值 － 街邊杏仁奶露飄香 | 溫柏堅         |
| 任「自由市場」宰割的豬肉飯         | 馮志強         |
| 消失中的報販                       | 吳銘偉         |
| 發聲充權 － 小販捍衛鐵皮屋         | 周韶清、袁駿傑 |

第三部份︰抗爭之路
| 標題                                       | 作者   |
| 導讀                                       | 林培元 |
| 理性抗爭的八十後 － 左翼 21 成員達哥的剖白 | 吳嘉茜 |
| 抗爭，為著那一個公義的夢                   | 劉政雯 |
| 菜園村發哥                                 | 黃天佑 |
| 八十後 － 快樂抗爭原是情                   | 姚嘉欣 |

第四部份︰邊緣游走
| 標題                             | 作者   |
| 導讀                             | 江建生 |
| 被遺忘於垃圾邊緣的清潔阿姐       | 羅芬靜 |
| 綜援養懶人？                     | 趙穎聰 |
| 朝六晚十一 － 露宿文化中心的角落 | 周建斌 |
| 拾荒婆婆                         | 王小敏 |

第五部份︰性與性/別政治
| 標題                         | 作者                   |
| 導讀                         | 陸潔玲、陳豪賢、呂君豪 |
| 「0」仔問「0」仔             | 神婆                   |
| 水上新娘                     | 葉遠秋                 |
| 媽姐                         | 林潔汶                 |
| 打工媽媽                     | 于千菱                 |
| 利姐的移民路                 | 梁美娟                 |
| 藍小姐的媽媽生歲月           | 周苡彤                 |
| 沒錯，我媽媽是一個油漆師傅！ | 謝悅慧                 |

寫在最後
| 標題                 | 作者   |
| 看不見的障礙         | 李志苗 |
| 龍耳                 | 李菁   |
| 與弱聽孩子走過的日子 | 曾維州 |

## 延伸閱讀
- 誰是香港人？  單元二：今日香港 （页面存档备份，存于），明報通識網，2008年9月21日

## 外部連結
- 新書推介︰誰是香港人？香港小人物誌 2012 （页面存档备份，存于）